# Friedrich List
Daniel Friedrich List (6. srpna 1789 – 30. listopadu 1846) byl německý národohospodář a ekonom. Byl předchůdcem tzv. německé historické školy.

## Život

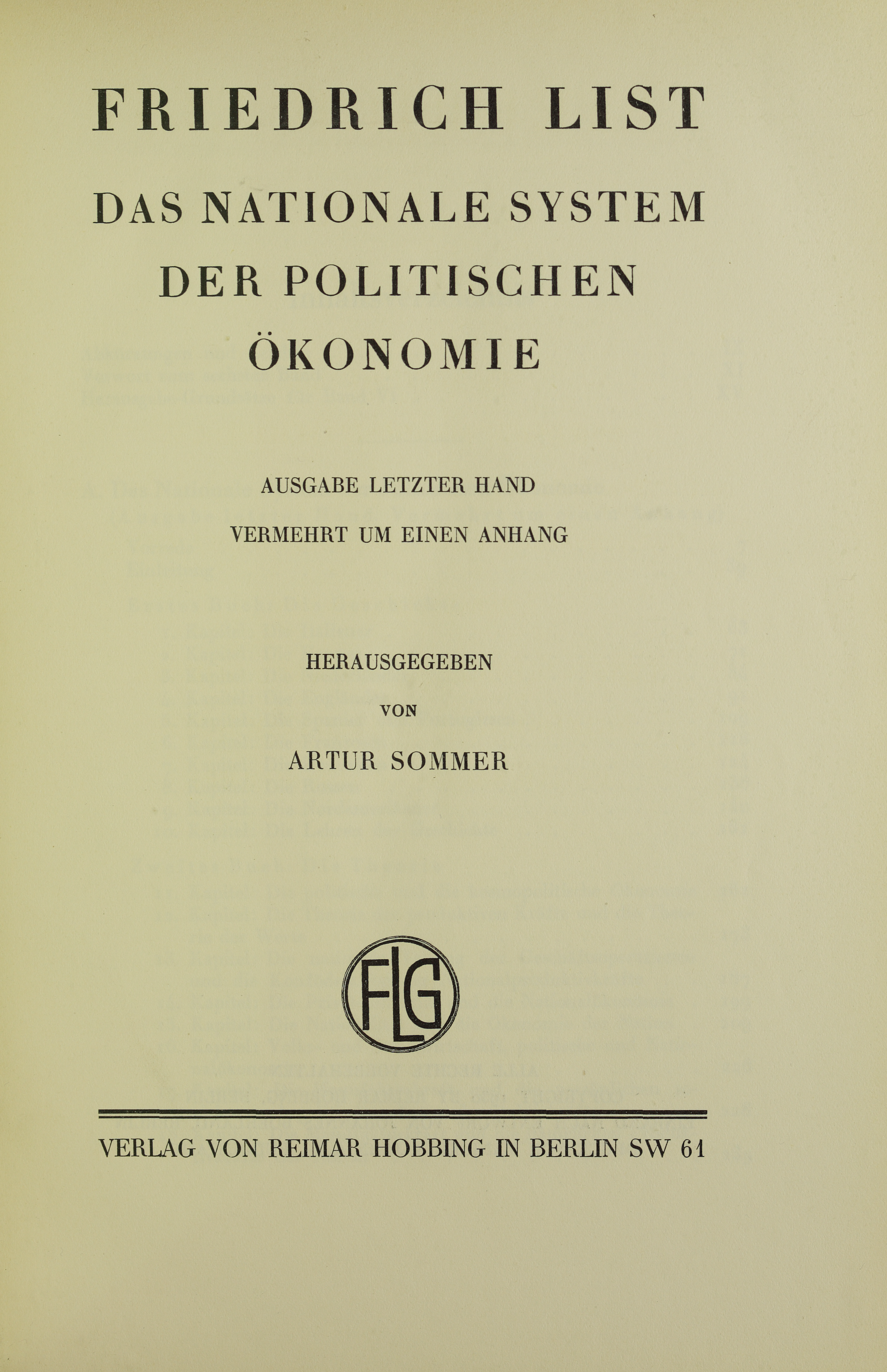
Nationale System der politischen Ökonomie, 1930

Friedrich List se narodil do rodiny koželuha ve svobodném říšském městě Reutlingen. V roce 1817 se stal profesorem politické ekonomie a státní praxe na univerzitě v Tübingenu, ale když v roce 1819 padlo ministerstvo, byl donucen rezignovat. Stále byl však poslancem ve Württemberské komoře, ze které byl kvůli svým demokratickým a nacionalistickým názorům vyloučen a v roce 1822 byl odsouzen k desetiměsíčnímu vězení za „protistátní bouření“.
V roce 1825 emigroval do Spojených států amerických, kde se stal redaktorem německých novin Reading Adler. Roku 1833 se List vrátil zpět do Evropy. Mezi lety 1833-37 žil v Lipsku, kde byl nějaký čas konzulem USA. Zde také navrhl vytvoření německé železniční sítě, jejímž ústředním centrem by bylo právě Lipsko. Tak dal podnět k výstavbě drážďanské železnice. Poté žil v Paříži, kde psal články pro Le Constitutionnel.
Zdravotní problémy, kariérní neúspěchy a ztráta velké části amerického majetku při finanční krizi dovedly Lista 30. listopadu 1846 ke sebevraždě.

## Vlivy
Zprvu byly názory Lista o volném obchodu ovlivněny jeho přítelem Adolphem Thiersem a dalšími francouzskými protekcionisty. Po emigraci do USA se přikláněl k ekonomickým principům Alexandera Hamiltona. Friedrich List oponoval absolutní doktríně volného obchodu. Místo toho vyvinul „argument dětského průmyslu“ založený na protekcionismu obchodu. Mimo jiné vyzdvihl myšlenku státu a trval na speciálních požadavcích pro každý stát především podle úrovně jejich rozvoje. Ve své teorii došel k závěru, který tvrdil, že volný obchod mezi rozvinutými a méně rozvinutými zeměmi znamená, že těm méně rozvinutým je bráněno v plném rozvoji jejich produktivních sil, a tudíž jsou v dlouhodobém horizontu v nevýhodě.

## Ekonomie založená na národech
Ve své teorii „národní ekonomiky“ stavěl Friedrich List do kontrastu ekonomické chování jednotlivce s ekonomickým chováním národa. Jednotlivec propaguje pouze své osobní zájmy, ale stát podporuje blaho všech jeho občanů. Jednotlivec může prosperovat z činností, které poškozují zájmy národa. Stejně tak činnosti prospěšné pro společnost mohou poškodit zájmy určitých jednotlivců. Friedrich List argumentoval, že ačkoli některé vládní zásahy byly nezbytné pro stimulaci ekonomiky, příliš horlivá vláda by mohla způsobit více škody než užitku.
Friedrich List ve svém stěžejním díle Das nationale Systém der politischen Ökonomie (anglicky The National System of Political Economy) uvádí svůj pohled na světový obchod z pohledu národů, zatímco předchozí teorie na to pohlížela buď z hlediska celého lidstva, nebo z hlediska jednotlivce. Podle Friedricha Lista je hospodářská soutěž mezi dvěma státy prospěšná pro oba pouze tehdy, jsou-li oba státy na podobné ekonomické úrovni. Nejdřív by tedy měl stát posílit vlastní ekonomiku, než začne obchodovat s více rozvinutými státy. Zastával názor, že by Německo mělo zrušit vnitřní cla a zavést jednotnou obchodní politiku. Růst země také viděl v rozvoji produktivní síly a ve vzdělání. Jako příklad uváděl případ britské obchodní nadřazenosti, kterou podpořil právě britský vzdělávací systém.
Jako nejúčinnější prostředek ke sjednocení národů je podle Friedricha Lista podpora ekonomicky zaostalejších států. Poté lze dosáhnout tzv. Univerzální republiky, kdy státy mezi sebou uznávají stejné podmínky a práva, protože jejich průmysl a civilizace dosahují stejné úrovně. Díky takovéto unii lze dosáhnout všeobecně volného obchodu. Výsledkem obecného volného obchodu je tedy podle Friedricha Lista všeobecné podřízení méně rozvinutých národů silným výrobním, obchodním a námořním mocím.

## Fáze ekonomického vývoje
List představil teorii, že národy mírného pásma (které jsou vybaveny všemi nezbytnými podmínkami) přirozeně procházejí fázemi hospodářského rozvoje při postupování do jejich normálního ekonomického stavu. Tyto jsou:
1. Pastýřský život
2. Zemědělství
3. Zemědělství spojené s výrobci
4. Kombinace zemědělství, výroby a obchodu

Postupný pokrok národa těmito fázemi je úkolem státu, který musí pomocí legislativy a administrativních opatření vytvářet požadované podmínky pro tento pokrok. Tento pohled vede k Listově schématu průmyslové politiky. Každý národ by měl začít volným trhem, stimulací a zlepšováním svého zemědělství obchodem s bohatšími a kultivovanějšími národy, dovozem zahraniční výroby a vývozem surovin. Pokud se stát stane z ekonomického hlediska natolik pokročilým, že dokáže výrobou pokrýt své vlastní potřeby, měla by podpora tohoto státu vést k dalšímu rozvoji domácího průmyslu a ochranou před přílišnou konkurencí silnějších zahraničních odvětví na domácím trhu. Pokud národní průmyslová odvětví vyrostla natolik, že tato konkurence již není hrozbou, bylo dosaženo nejvyššího stupně pokroku; volný trh by se měl opět stát pravidlem a národ by se tak měl důsledně začlenit do univerzální průmyslové unie. To, co národ ztratí během období zdokonalování, získá časem zpátky, a více než to. Z dlouhodobého hlediska jde o výhodnou investici.

## Odkaz
Friedrich List velmi podporoval budování železniční infrastruktury v Německu. V železniční dopravě viděl prostředek národní obrany a rozvinutí kultury národy. Napsal o tom několik děl, například Das deutsche National-Transport-Systém (1838) nebo Über Eisenbahnen und das deutsche Eisenbahnsystem (1835).
Friedrich List přinesl do ekonomie nový pohled a jeho práce se staly zdrojem pro liberální i nacionální socialisty. Je mu také přisuzována zásluha na sjednocení Německa v roce 1871. Podporoval zrušení vnitřních cel a zavedení jednotné obchodní politiky, která by posílila Německou ekonomiku, s čímž souvisí jeho podpora celní unie zvané Německý celní spolek (německy Zollverein), která vznikla v roce 1834. Podporoval evropskou jednotnost a jeho myšlenky se dají považovat za základ Evropského hospodářského společenství.
V roce 1826 List publikoval dílo „Outlines of American Political Economy“, díky kterému byl považován za spoluzakladatele americké ekonomiky.